# Marta Weinstock-Rosin
Marta Weinstock-Rosin (hebrejsky מרתה וינשטוק-רוזין‎, Marta Vejnštok-Rozin, * 1935, Vídeň) je izraelská vědkyně a emeritní profesorka na Hebrejské univerzitě v Jeruzalémě, která vyvinula lék rivastigmin (též prodáván pod obchodním názvem Exelon), používaný při léčbě pacientů s lehkými až středně těžkými demencemi provázejícími Alzheimerovu a Parkinsonovu chorobou. Jedná se o inhibitor cholinesterázy, který způsobuje odbourávání acetylcholinu, zlepšující poruchy kognitivních funkcí, které jsou u těchto nemocí způsobeny deficitem cholinergního přenosu. Za tento objev jí byla v roce 2014 udělena Izraelská cena, která je nejvyšším izraelským oceněním.

## Biografie
Narodila se ve Vídni do ortodoxní židovské rodiny, a v roce 1939 spolu s rodinou utekla do Spojeného království poté, co byl její otec zatčen za to, že je žid. Když do nové země dorazili, byl zadržen tentokráte proto, že byl občanem nepřátelského státu. Během druhé světové války žila rodina v útulku, protože neměla žádný příjem a neznala jazyk. K vysokoškolskému studiu Martu Weinstock přijali na Londýnskou univerzitu, kde měla studovat lékařství. Nakonec se ale rozhodla pro farmakologii. V tomto oboru na univerzitě postupně získala bakalářský a magisterský titul, zatímco doktorát ve stejném oboru získala na St Mary's Hospital Medical School. Po dokončení studií začala ve 28 letech přednášet na Londýnské univerzitě, kde také prováděla výzkum financovaný z grantu Medical Research Council a pracovala na alergologické klinice. Když však nastal čas na povýšení, vedoucí jejího oddělení jí sdělil, že není (pro její židovské vyznání) jednou z nich: „Nejsi jednou z nás. Nejíš s námi a nikdy se neukážeš na vánočním večírku.“
Z toho důvodu se v roce 1969 rozhodla splnit manželův sen, a spolu s ním a dětmi přesídlila do Izraele. Její choť, prof. Arnold Rosin (ארנולד רוזין‎), přední vědec v oboru gerontologie, spoluzakladatel organizace Malebev, která pomáhá pacientům s demencí a jejich rodinám, je bývalým vedoucím geriatrického oddělení v lékařském centru Ša'arej Cedek v Jeruzalémě. Společně mají čtyři děti a dvacet vnoučat (k roku 2014).
V Izraeli začala učit na lékařské fakultě Telavivské univerzity, a v letech 1976 až 1977 byla na vědecké dovolené v National Institutes of Health ve Spojených státech. V roce 1981 byla jmenována profesorkou na Hebrejské univerzitě v Jeruzalémě, a o tři roky později se stala vedoucí tamní farmaceutické školy (School of Pharmacy). Ve svém výzkumu se zabývá vývojem léků, které u pacientů s degenerativním onemocněním centrální nervové soustavy zlepšují funkce mozku a paměť.
Její zdaleka největší objev, lék rivastigmin (obchodním názvem Exelon), používaný při léčbě pacientů s lehkými až středně těžkými demencemi provázejícími Alzheimerovu a Parkinsonovu chorobou, byl objeven náhodně. Stalo se tak počátkem 80. let, když se ve svém výzkumu zabývala jedním z nepříznivých účinků morfinu, jímž je snížení citlivosti dechového centra na oxid uhličitý a následný útlum dýchání. Až později zjistila, jaký vliv by výsledky jejího bádání mohly mít u pacientů s demencí. Jí vyvinutý inhibitor cholinesterázy nakonec zakoupila farmaceutická společnost Sandoz (od roku 1996 součástí společnosti Novartis). Jednou z podmínek smlouvy o finálním vývoji produktu a autorských honorářích pro ní i univerzitu, však bylo, že Izrael nebude zmiňován coby místo původu léku. Podle zástupců firmy se tak mělo předejít arabskému bojkotu. To se nakonec změnilo v roce 1997, kdy byla Marta Weinstock-Rozin uvedena coby autorka léku.
K roku 2014 se ve svém výzkumu zabývá vývojem léku Ladostigil, který by měl pomáhat pacientům trpícím mírnou kognitivní poruchou a raným stádiem Alzheimerovy choroby. Lék prochází druhou fází testování v Izraeli a Evropě. V témže roce ji byla udělena Izraelská cena v kategorii lékařství.